# Neoplasticism (teorie artistică)
Neoplasticism (în neerlandeză, Nieuwe Beelding - noua artă plastică) este o teorie artistică, care a apărut și „a înflorit” în jurul periodicului omonim de artă, revista de artă De Stijl, al mișcării artistice neerlandeze De Stijl (1917 - 1931).

## Teoreticieni, inițiatori
Teoreticienii de bază ai conceptului artistic și al teoriei sunt artiștii plastici Theo van Doesburg și Piet Mondrian.
Cei doi artiști vizuali și-au stabilit scopul de a purifica arta de elementele, despre care ei credeau că nu aparțin acolo și au încercat să determine și să aplice principiile elementare (și, în ochii lor, universale) ale fiecărei forme de artă prin mijloace raționale. Mondrian a rămas fidel noii teorii a artei până la moartea sa în 1944. Van Doesburg a trecut la elementarism în 1924.

## Premize, ipoteze

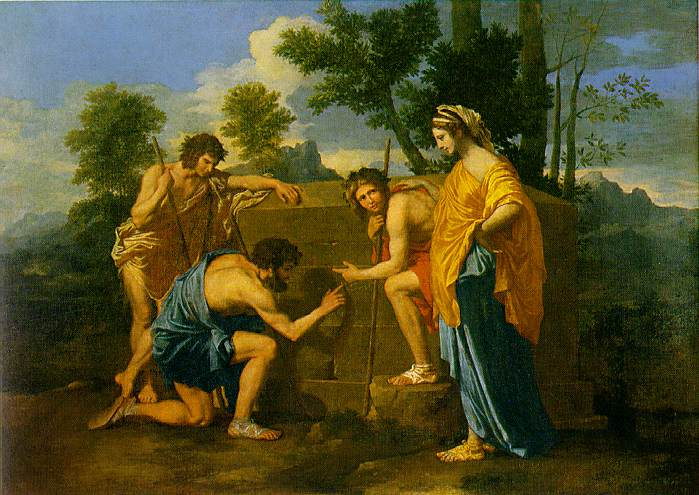
Nicolas Poussin, Et in arcadia Ego - circa 1638 – 1640, Muzeul Louvre — Un exemplu de ceea ce nu se voia a fi mișcarea De Stijl, în viziunea austeră a lui Mondrian — forme curbilinii, o varietate a paletei de culori, pictură figurativă, echilibru compozițional complex, diagonale înclinate diferit, ...

Potrivit neoplasticienilor și teoriei lor, pictorul, sculptorul, arhitectul, muzicianul, scriitorul, varii artiști, trebuie să se preocupe de exprimarea sau reprezentarea tuturor fațetelor vieții. Cu toate acestea, acest lucru nu se întâmplă niciodată întâmplător.
Neoplasticismul este un concept și o terie literară, care se referă la stilul și ideile picturale, dezvoltate de Piet Mondrian și Theo van Doesburg în 1917, și promovate de mișcarea artistică De Stijl. Desemnând „noua artă plastică” sau pur și simplu „noua artă,” termenul întruchipează viziunea lui Mondrian despre o formă de artă ideală, abstractă, pe care a simțit-o că se potrivește epocii moderne.
Eseul lui Mondrian, „Neo-plasticismul în arta picturală,” care expune principiile conceptului, a fost publicat în douăsprezece ediții ale revistei De Stijl (editată de van Doesburg) în intervalul 1917 - 1918. Mondrian a descris neo-plasticismul ca o abordare reductivă a artei care a îndepărtat elementele tradiționale ale artei, cum ar fi perspectiva și reprezentarea, utilizând doar o serie de culori primare și linii drepte. Mondrian și-a imaginat, teoretizând, că principiile neoplasticismului vor fi transplantate din mediul picturii la alte forme de artă, inclusiv arhitectura și designul, oferind baza transformării mediului uman căutat de artiștii De Stijl. În cuvintele lui Mondrian, „o viziune plastică pură ar trebui să construiască o nouă societate, în același mod în care în artă a construit un nou plasticism.”

## Caracteristicile neo-plasticismului (după Mondrian)

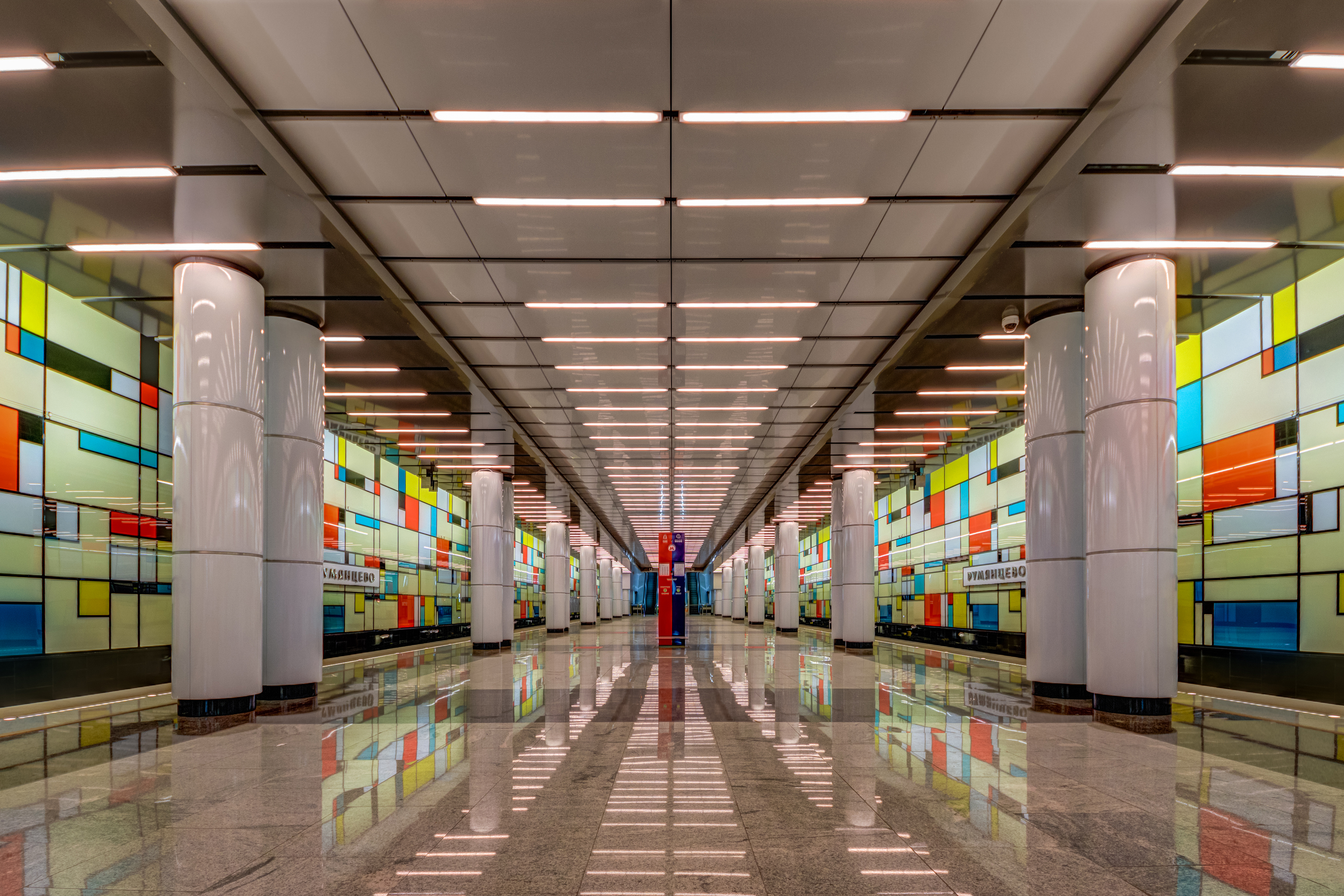
Stație de metrou din Moscova inspirată de mișcarea artistică De Stijl și de regulile severe ale neo-plasticismului, după Mondrian

Regulile stricte ale lui Mondrian erau:

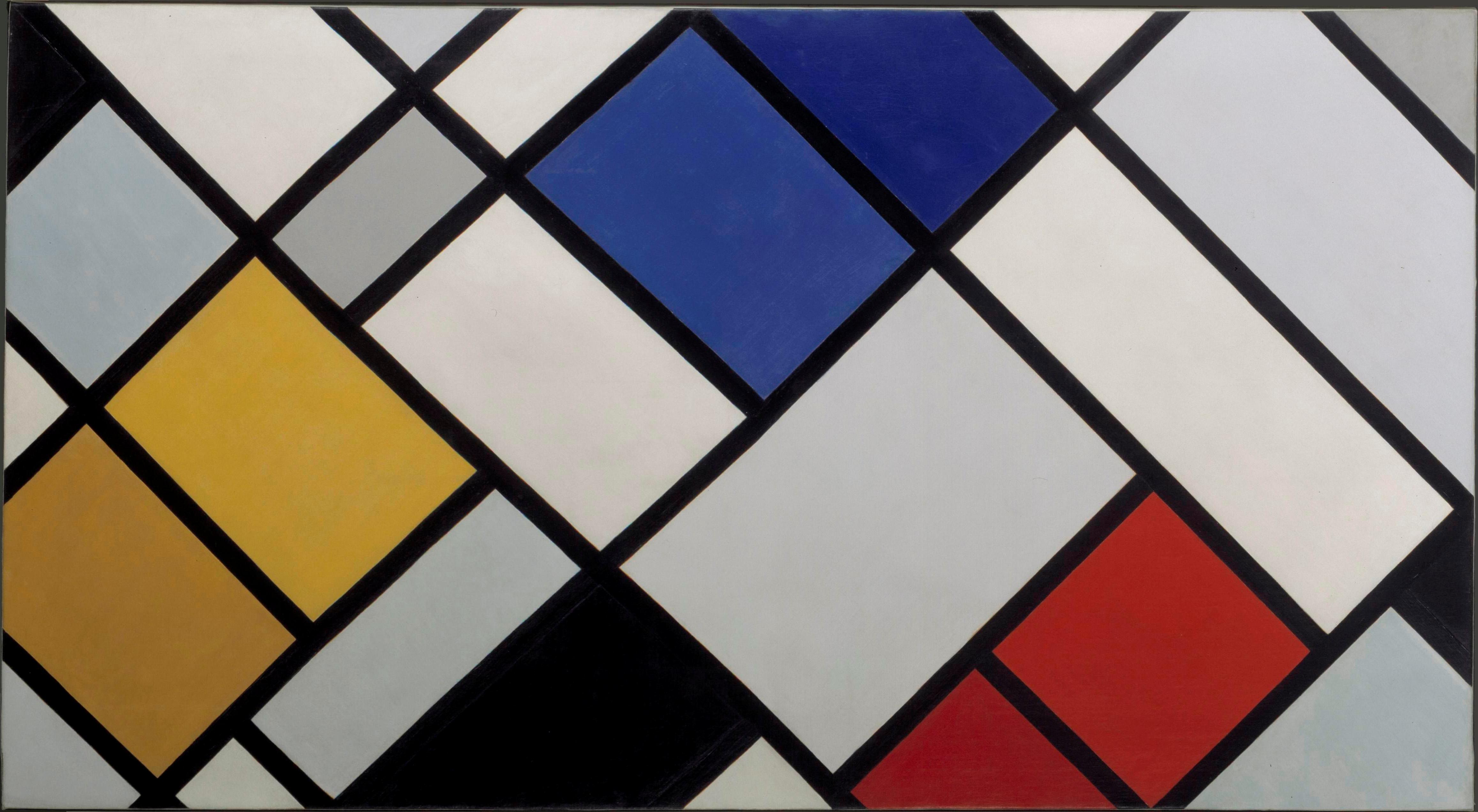
Theo van Doesburg — Contra-Compoziție XVI - Se observă abordarea „mai lejeră” a stricteței lui Mondrian, prezența diagonalelor, a culorilor de varii nuanțe, a altor forme decât cele dreptunghiulare, ...

- Pot fi utilizate numai forme geometrice; se ignoră forma și culoarea naturală.
- Principalele elemente de compoziție să fie linii drepte sau zone dreptunghiulare.
- Suprafețele trebuie să fie plane dreptunghiulare sau prisme.
- Fără curbe, fără diagonale, fără cercuri.
- Se aleg doar culorile primare (roșu, albastru, galben), plus negru, gri și alb.
- Fără simetrie - nu se admite niciun fel de simetrie. Se crează, în schimb, o asimetrie puternică.
- Echilibrul se realizează prin relațiile dintre motivele geometrice.
- În plus, culorile îndrăznețe ar trebui să echilibreze liniile directe îndrăznețe.

Pe scurt, regulile neoplasticismului au fost concepute pentru a produce o abstractizare pură, fără compromisuri, puternic structurată, în conformitate cu viziunea lui Mondrian conform căreia modelele verticale și orizontale erau în mod inerent armonioase.

## Caracteristicile elementarismului (după van Doesburg)[3]
- Pot fi utilizate numai forme geometrice, dar forme geometrice variate, nu doar dreptunghiuri și zone dreptunghiulare.
- Principalele elemente de compoziție pot să fie linii drepte atât linii drepte (orizontale și verticale), dar și varii diagonale, cu diferite grade de înclinare față de orizontală și verticală.
- Pot fi folosite curbe de diferite forme și grade de înclinare.
- Alături de culorile primare (roșu, albastru, galben) și de negru, gri și alb, pot fi folosite și alte culori și nuanțe.
- Lipsa de simetrie nu este obligatorie, dar nici nu poate guverna compoziția.

## Galerie de imagini

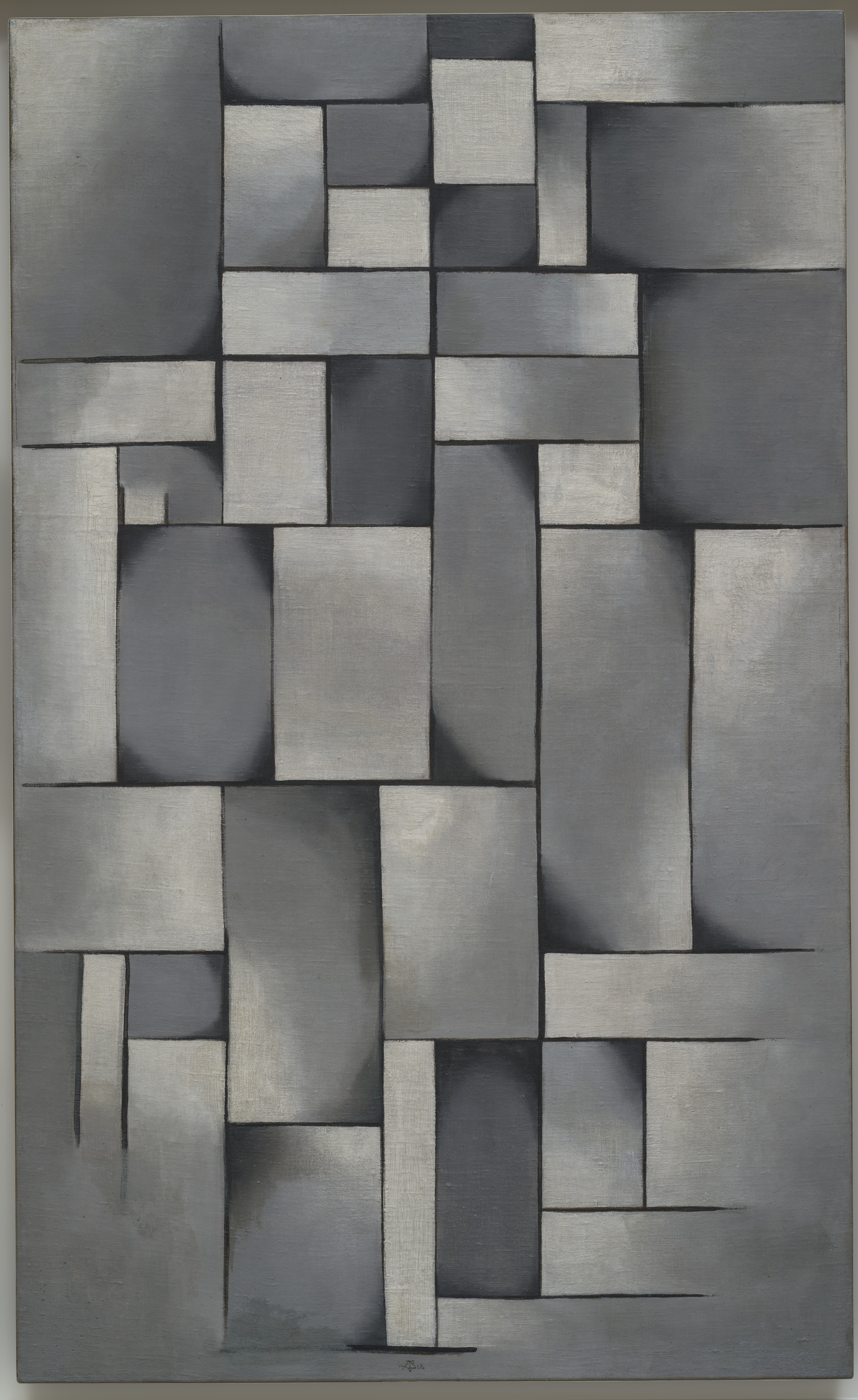
Composition in Gray (Rag-time)
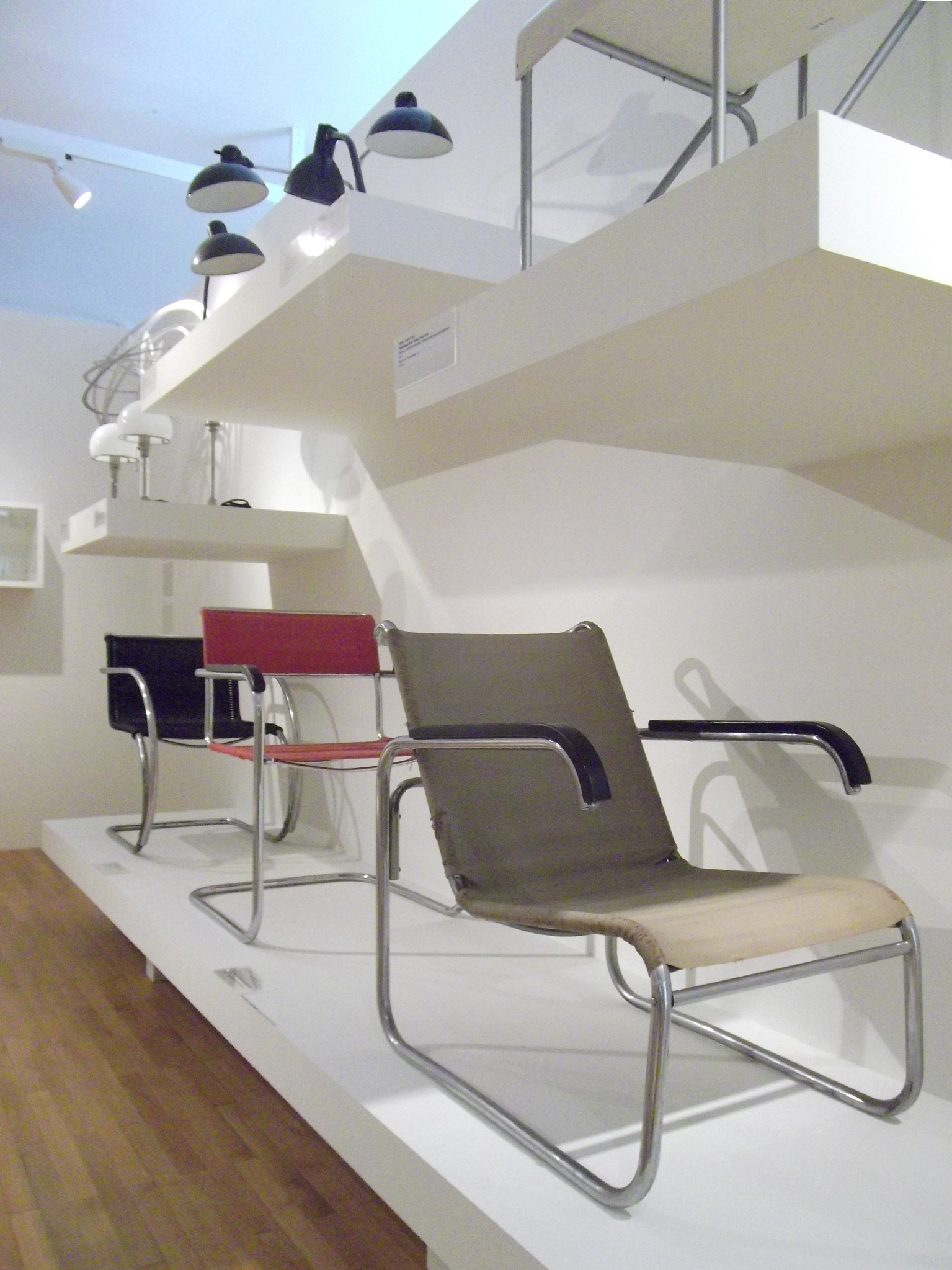
Design de interior din Köln — Combinația armonioasă a stilurilor Bauhaus și De Stijl
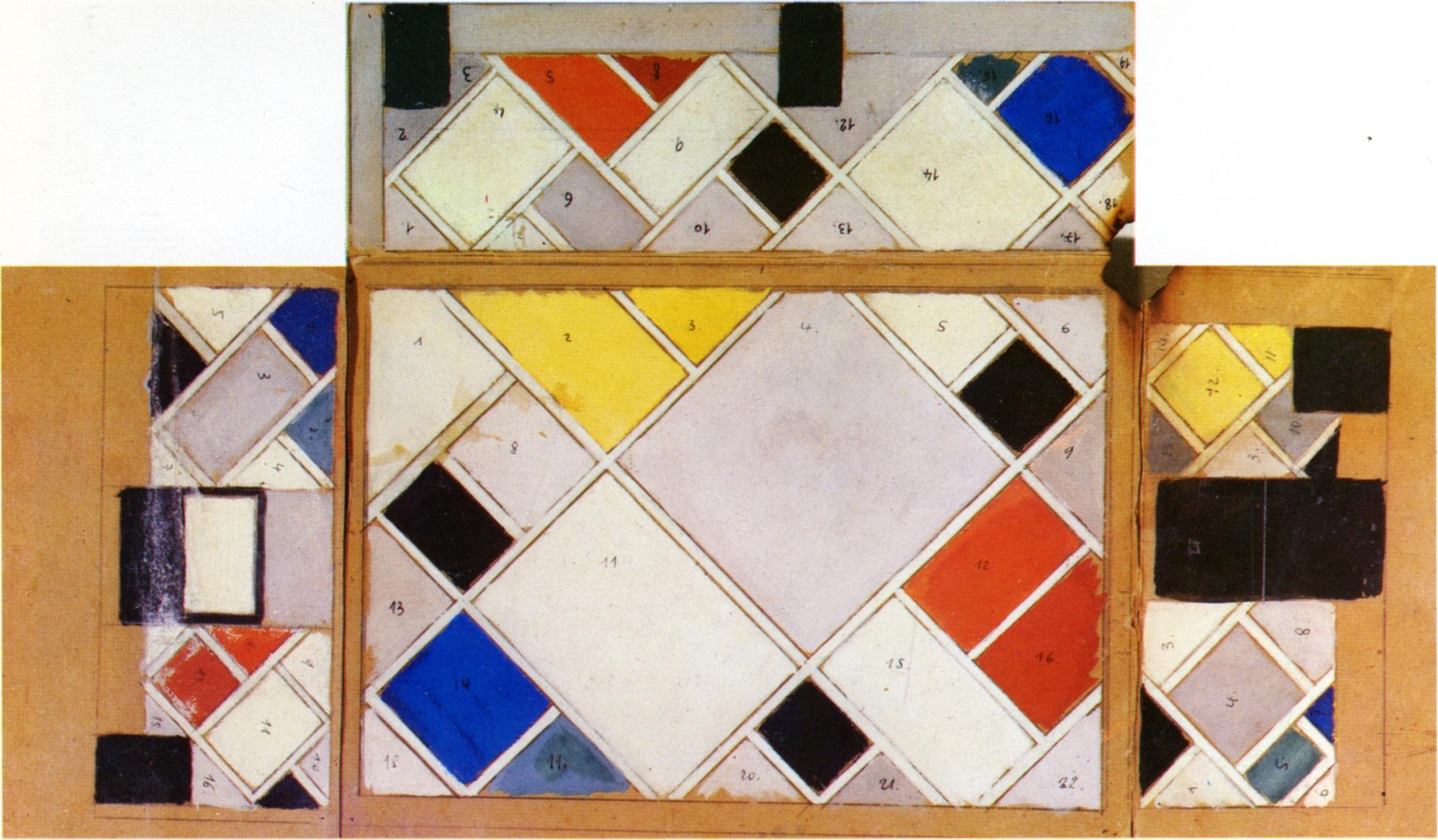
Theo van Doesburg — 014 - Înainte de restaurare (1926 - 1927)
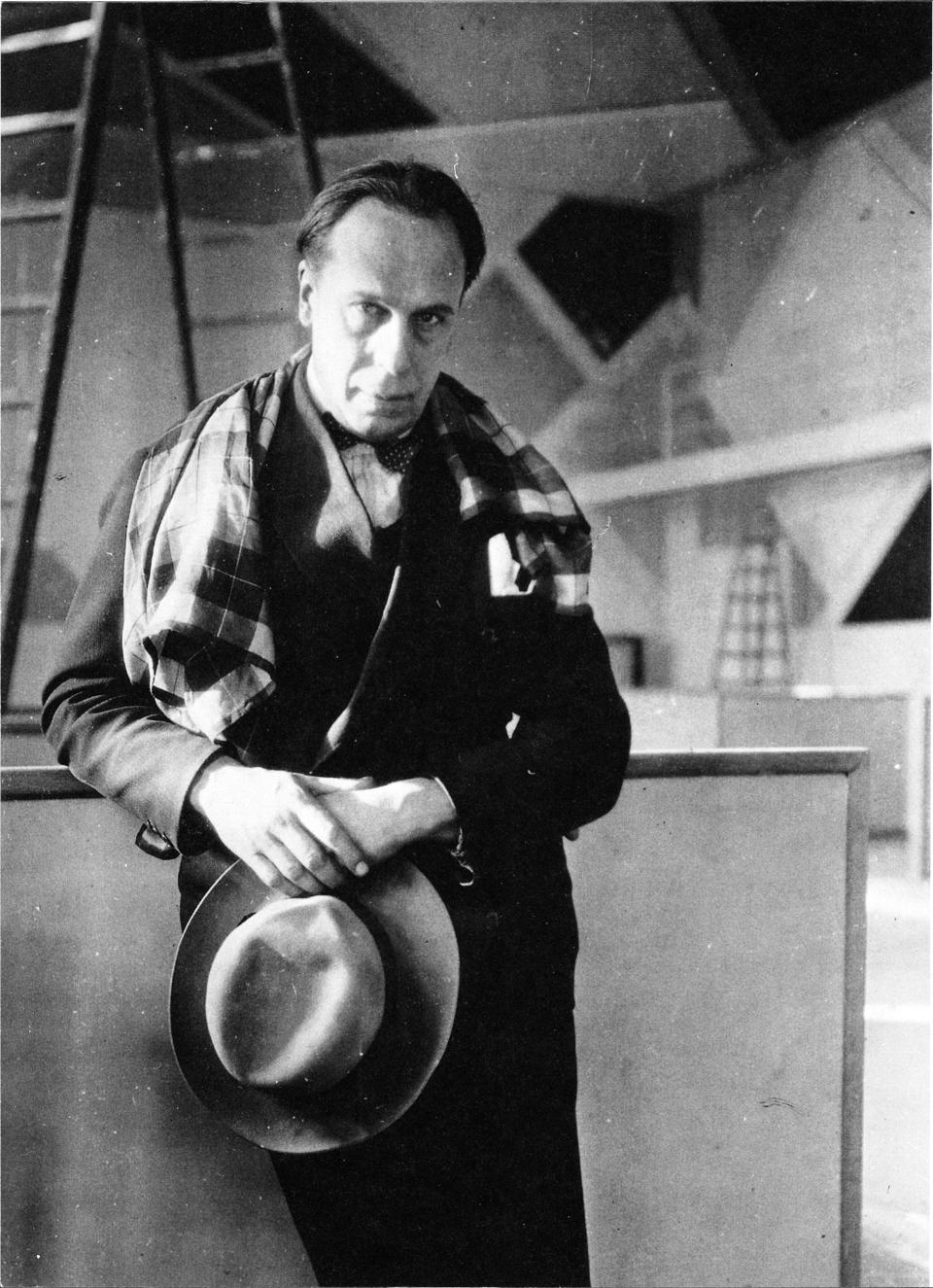
Theo van Doesburg in Complexul Aubette, Strasbourg, 1927
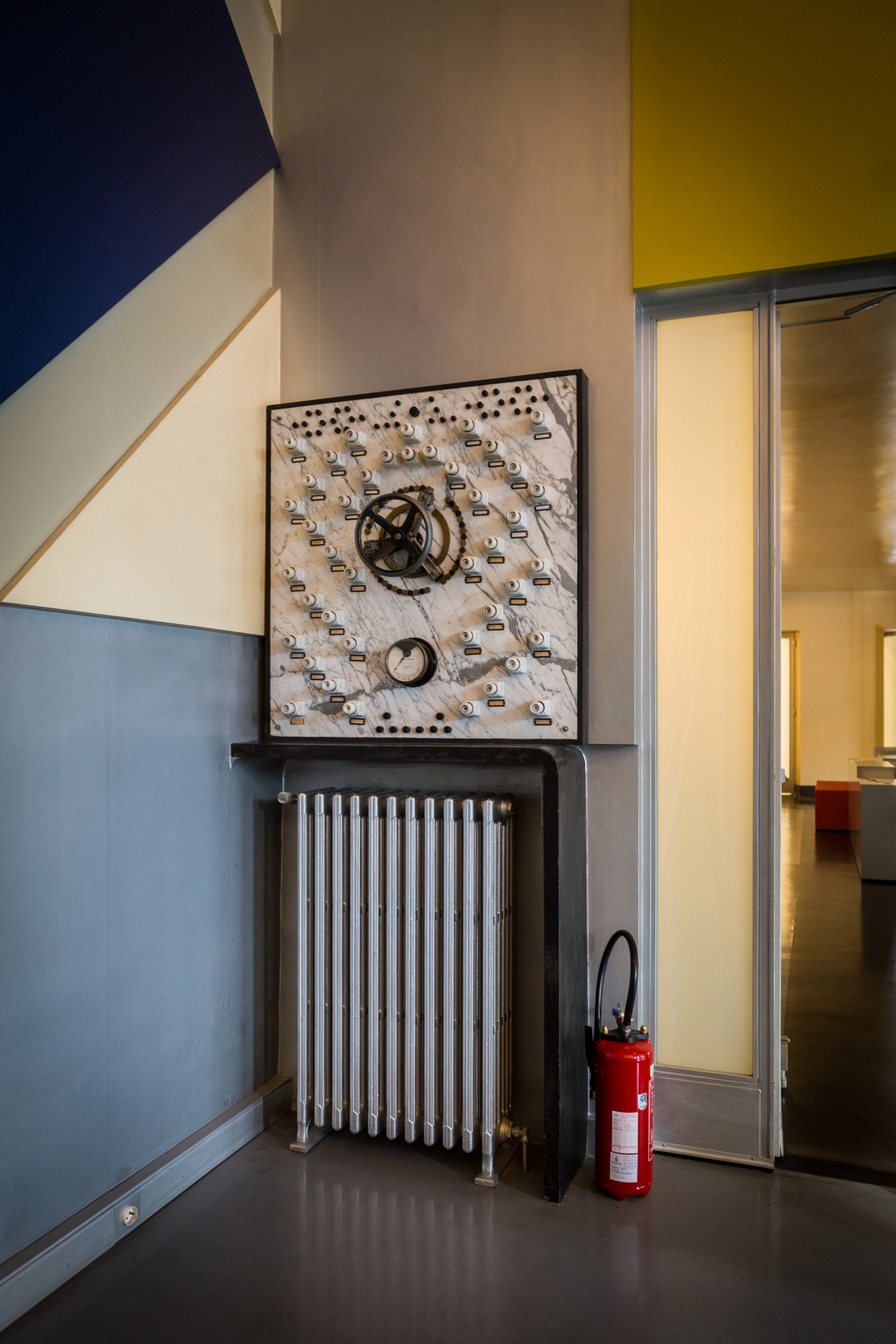
Hol și scări la Strasbourg Ciné Bal de l'Aubette - se pot vedea triunghiuri, trapeze și alte forme ne-dreptunghiulare
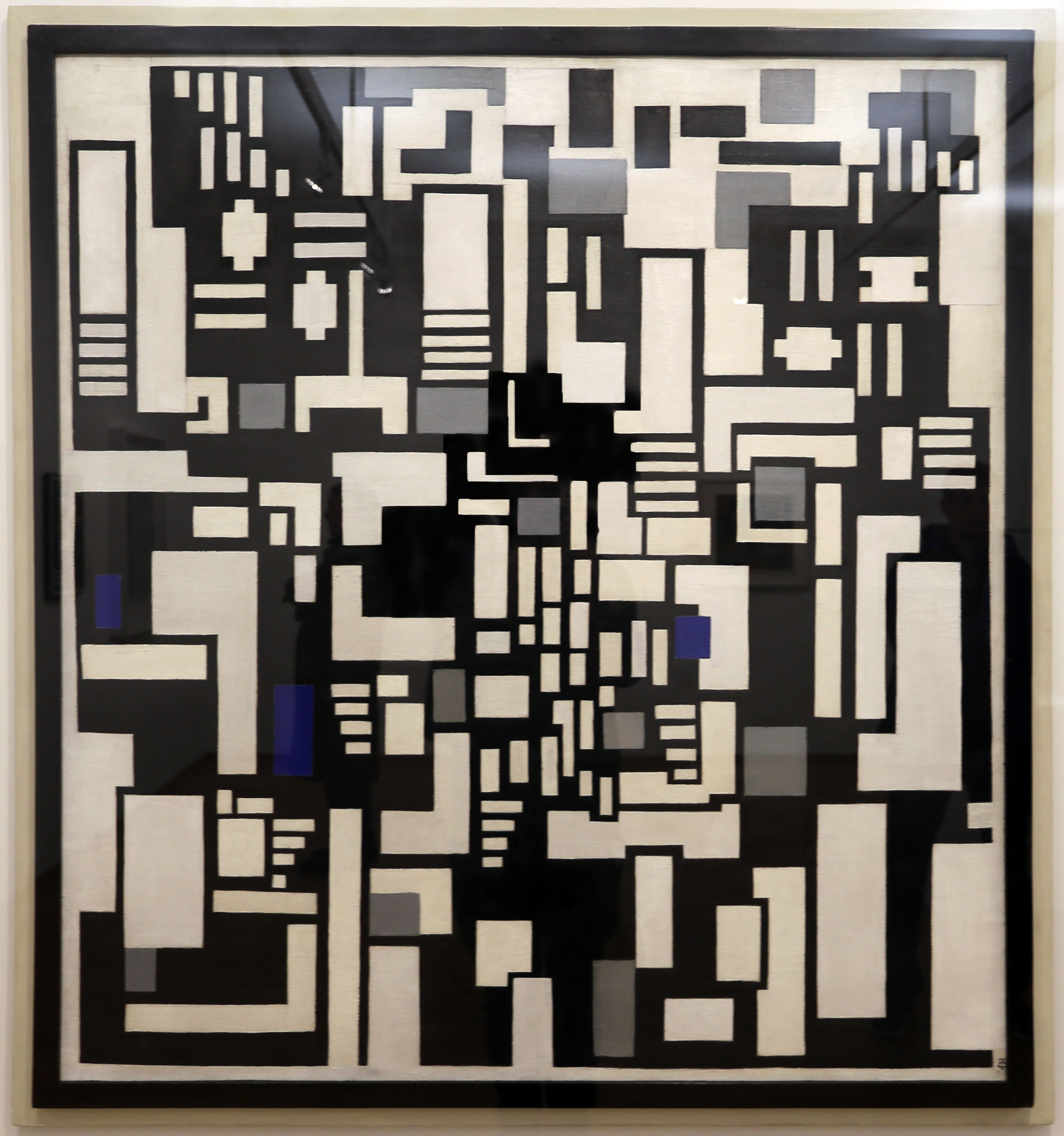
Theo van Doesburg, composiție IX, opus 18
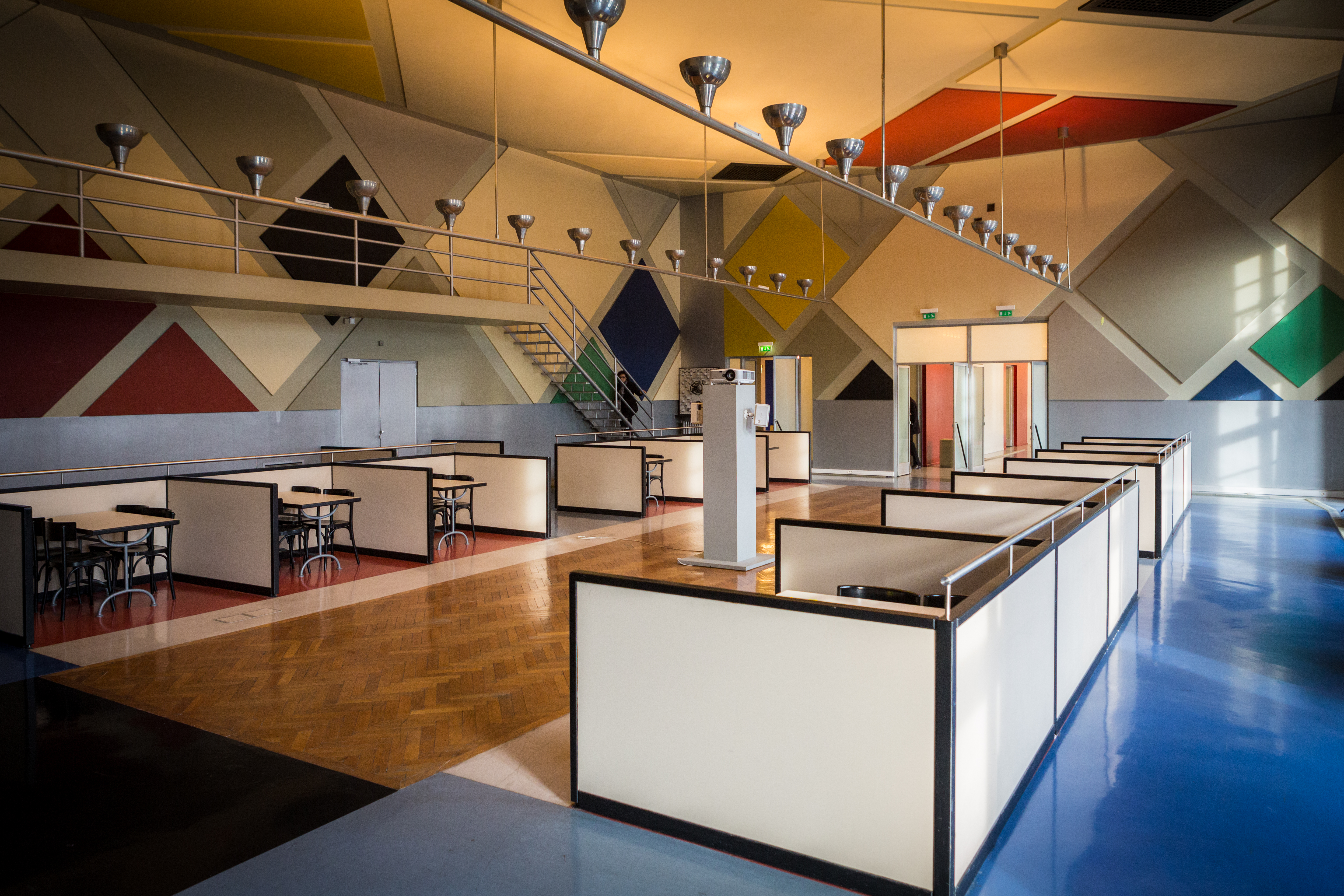
Strasbourg Ciné Bal de l'Aubette — Elementarismul lui Theo van Doesburg este puternic prezent
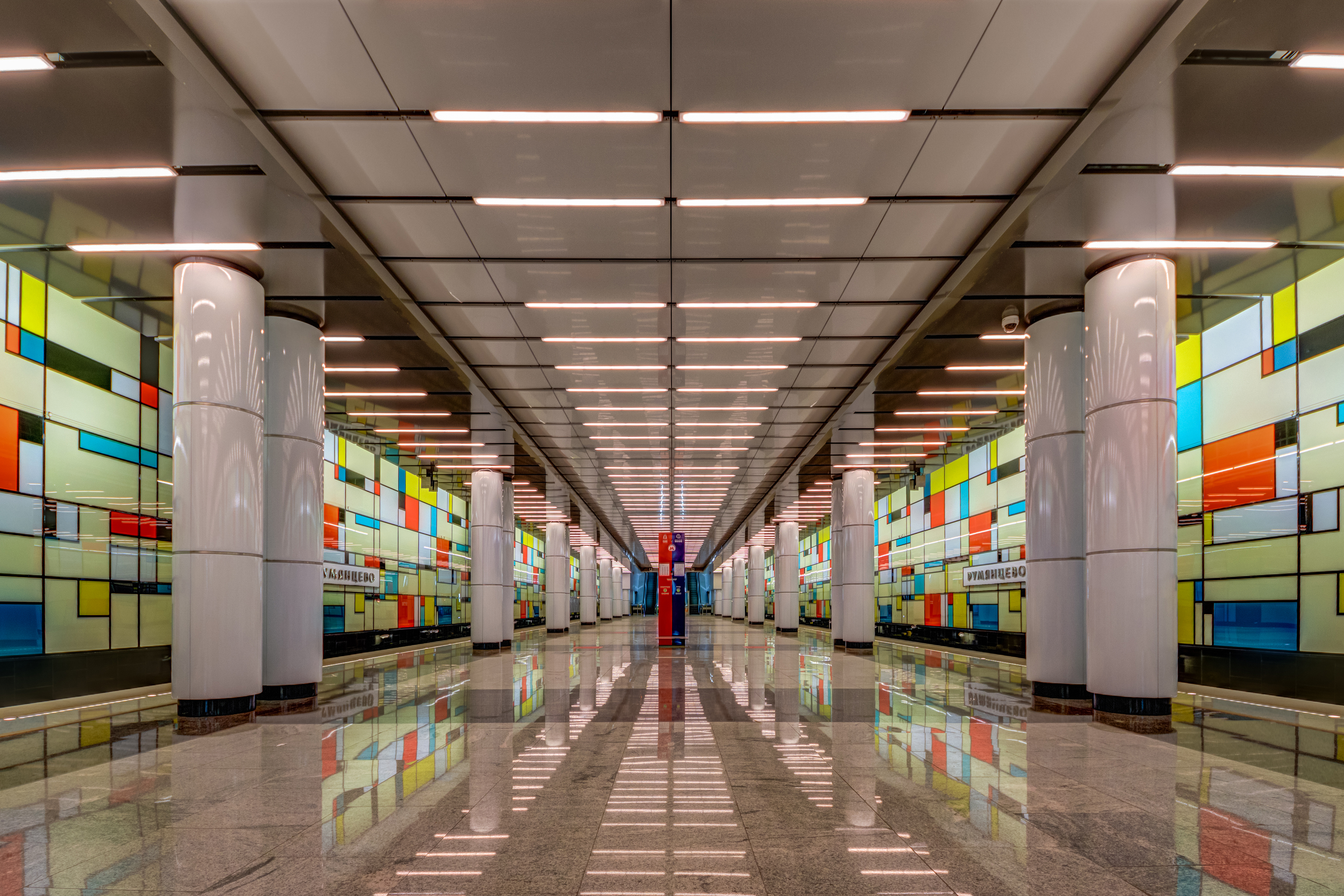
Stația de metrou Rumyantsevo din Moscova (terminată în 2016) inspirată de mișcarea artistică De Stijl și de regulile severe ale neo-plasticismului, după Mondrian

## Articole conexe
- Culori primare
- De Stijl
- Bauhaus
- Elementarism
- Modernism